# Maestro Harrell

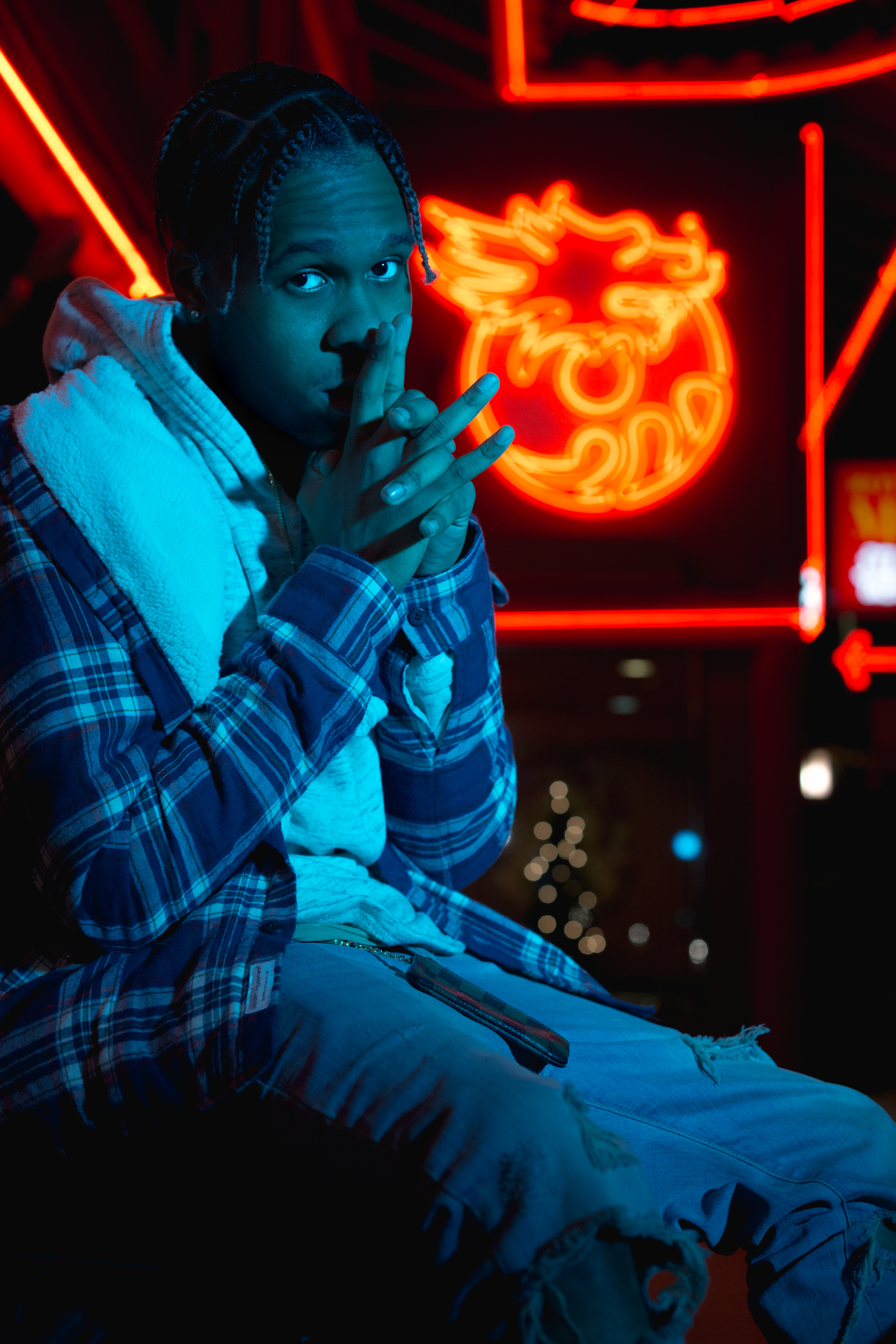
Maestro Harrell (2016)

Maestro Harrell (* 29. Juli 1991 in Chicago, Illinois) ist ein US-amerikanischer Schauspieler, DJ und Tänzer.

## Leben und Karriere
Maestro Harrell wurde im Juli 1991 in Chicago im US-Bundesstaat Illinois geboren. Seine erste Gastrolle hatte er als Marcus in der Serie Meego – Ein Alien als Kindermädchen. Internationale Bekanntheit erlangte er 2001 durch seine Rolle als Cassius Clay in dem Film Ali. 2005 wirkte er bei der Eröffnungsfeier von Disneyland in Hongkong als Sänger mit. In der ABC-Comedyserie Suburgatory spielte er als Malik von 2011 bis 2014 in 30 Episoden mit.
Im November 2014 erschien seine Debüt-Single Drop It gemeinsam mit dem kanadischen DJ und Ex-Schauspieler Antoine Becks. Das Lied ist dem Genre Big-Room zuzuordnen und wurde über das deutsche Plattenlabel „Kontor Records“ veröffentlicht. Im Frühjahr 2015 nahm Harrell in Zusammenarbeit mit dem kanadischen DJ-Duo Dzeko & Torres den Song For You. Vocals steuerte das US-amerikanische Singer-Songwriter-Duo Delora bei. Der Progressive-House-Track erschien am 22. März 2014 über das niederländische Erfolgslabel „Spinnin’ Records“.
Parallel erschien auch das offizielle Musikvideo des Liedes, in dem alle fünf Musiker sowohl in einem Freizeitpark, als auch bei einem Live-Auftritt zu sehen sind. Nur eine Woche später erschien eine weitere Kontor-Veröffentlichung. Dabei handelte es sich um das Lied Higher, welches wieder gemeinsam mit Antoine Becks und Sängerin Sherry St.Germain aufgenommen wurde. Ebenfalls im März 2015 veröffentlichte Harrell einen Remix des Liedes Run With Me von A&G zusammen mit Northmark und Gabrielle Ross.
Seit Herbst 2015 ist Maestro Harrell bei W&Ws Plattenlabel „Mainstage Music“ unter Vertrag. Dort vertritt er insbesondere überwiegend den Bereich der Big-Room-Musik. Er debütierte mit der Single Olympus. Die darauffolgende Kollaboration Poseidon mit Maurice West im Folgejahr erreichte stark an Aufmerksamkeit. Im August 2016 veröffentlichte er gemeinsam mit dem Jungle-Terror-Produzenten NoTech das Lied Zantar, das ein Crossover der beiden Genres darstellt.
In das Jahr 2017 startete er mit der Single Pandemik, das nach kurzer Zeit bis in die Top-10 der Beatport-Genre-Charts vorrückte. Der Titel basiert auf dem klassischen Big-Room-Stil, mit Elementen des Dirty-Dutch und der Trap-Musik.
Im Februar 2017 veröffentlichte er unter dem Pseudonym M A E S T R O das Lied I Don’t Care, das im Vergleich zu seinen vergangenen Singles sehr viel ruhiger erschien und eine Mischung aus Future-Bass und Trap verkörperte. Im April 2017 folgte Luv Me, das in Zusammenarbeit mit Alyxx Dione entstand. Auch dieses basiert auf einer poppigen Grundlage.

## Filmografie (Auswahl)
- 1997: Meego – Ein Alien als Kindermädchen (Meego, Fernsehserie, Episode 1x8)
- 1998–1999: Das Kumpelnest (Guys Like Us, Fernsehserie, 13 Episoden)
- 2001: Ali
- 2002: Barbershop
- 2006–2008: The Wire (Fernsehserie, 14 Episoden)
- 2007: Cold Case – Kein Opfer ist je vergessen (Cold Case, Fernsehserie, Episode: Wunderkind)
- 2010: Meet the Browns (Fernsehserie, 2 Episoden)
- 2011: The Protector (Fernsehserie, Episode 1x05)
- 2011–2014: Suburgatory (Fernsehserien, 30 Episoden)
- 2015: Fear the Walking Dead (Fernsehserie, 2 Folgen)
- 2015: Bone Tomahawk

## Diskografie

### Singles
2014:
- Drop It (mit Antoine Becks)

2015:
- For You (mit Dzeko & Torres feat. Delora)
- Higher (mit Antoine Becks feat. Sherry St.Germain)
- Olympus

2016:
- Boa (mit Arcando)
- True (mit Posso)
- Poseidon (mit Maurice West)
- Siren
- Zantar (mit NoTech)

2017:
- Pandemik
- I Don’t Care (als M A E S T R O)
- Luv Me (als M A E S T R O feat. Alyxx Dione)

### Remixe
2011:
- DJ Ruckus feat. Mannequim – Soul Soldier

2013:
- Avicii – All You Need Is Love

2014:
- Vance Joy – Riptide
- Cazzette – Sleepless
- Depeche Mode – Enjoy the Silence

2015:
- Calvin Harris feat. Ellie Goulding – Outside
- A&G & Northmark feat. Gabrielle Ross – Run With Me
- Dzeko & Torres – Alarm
- Fort Minor – Where’d You Go

2016:
- Dzeko & Torres feat. Alex Joseph – Home
- Jeremih – Nobody But U
- Tiesto vs. Diplo feat. Busta Rhymes – CM’on (Catch E’m By Suprise)

2017:
- Dash Berlin feat. Do – Heaven